# ماسه‌دوست

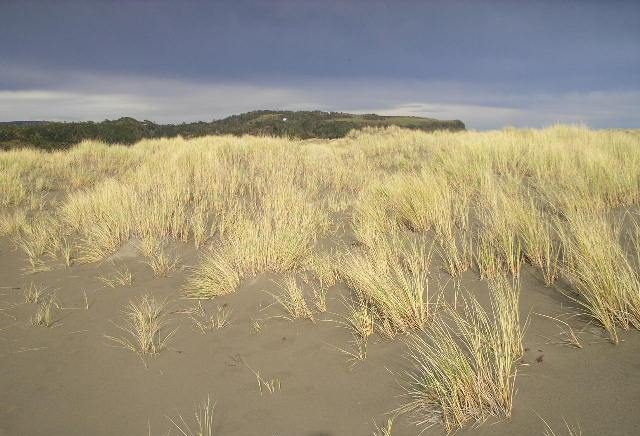
گیاهی ماسه‌دوست، جزیره شیلوئه

ماسه‌دوست یا ساموفیل (به انگلیسی: psammophile)، گیاه یا حیوانی است که مناطق شنی را ترجیح می‌دهد یا در آن رشد می‌کند. ماسه‌دوست‌های گیاهی به نام ماسه‌رست نیز شناخته می‌شوند. آنها در مکان‌هایی مانند شبه‌جزیره عربستان و صحرای بزرگ آفریقا و همچنین تپه‌های شنیِ مناطق ساحلی رشد می‌کنند.